# Fujiwara no Michitsuna no Haha

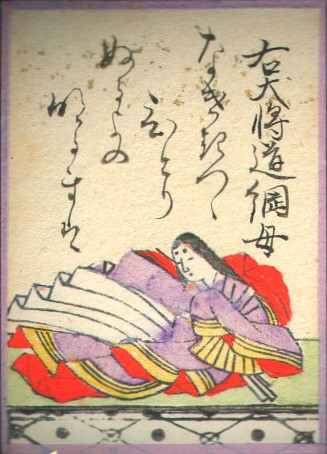
Fujiwara no Michitsuna no Haha in der Sammlung von waka-Gedichten Ogura Hyakunin Isshu

Fujiwara no Michitsuna no Haha (jap. 藤原道綱母; * 936?; † 2. Juni 995) ist der Notname einer japanischen Dichterin und Tagebuchautorin.

## Leben und Leistungen
Sie war die Tochter von Fujiwara no Tomoyasu. 954 heiratete sie Fujiwara no Kaneie und hatte mit ihm den Sohn Fujiwara no Michitsune, nach dem sie benannt wurde (母 haha = Mutter). Sie trat langsam hinter Kaneies erster Frau Tokihime zurück, die ihm die späteren Regenten Michitaka und Michinaga, sowie Senshi, die spätere Frau des Kaisers En’yū, gebar. Kaneie heiratete noch weitere Frauen, so dass sie sich 971 unglücklich in einen Tempel am Berg Nishiyama zurückzog, bevor sie unter Zwang von ihrem Mann zurückgeholt wurde.
Diese Erlebnisse schrieb sie in einem Tagebuch namens Kagerō Nikki (蜻蛉日記) nieder. Hierbei handelt es sich um insgesamt drei Bücher, welche den Zeitraum 954 bis 974 abdecken. Lediglich die letzten beiden Bücher, welche jeweils eine Spanne von drei Jahren abdecken, sind dabei in der für Tagebücher typischen Tagesberichtserstattung verfasst. Sie war damit die erste, die aus ihren inneren Kämpfen und Leiden als Frau Literatur machte. Teilweise wird sie deswegen auch als Begründerin des japanischen Romangenres des Ich-Romans (shishōsetsu) angesehen. Eine deutsche Übersetzung von Satoshi Tsukakoshi erschien unter dem Titel Kagerô Nikki: Tagebuch einer japanischen Edelfrau ums Jahr 980 bei Niehans, 1955.
Fujiwara no Michitsuna no Haha zählt sowohl zu den Sechsunddreißig Unsterblichen der Dichtkunst des Mittelalters als auch zu den Sechsunddreißig weiblichen Unsterblichen der Dichtkunst.